# The Open University
The Open University (uniwersytet państwowy – powszechnie znany jako Open University lub OU, oficjalnie jednak przedimek „the” stanowi część nazwy) – brytyjski uniwersytet oparty na nauczaniu na odległość, utworzony i finansowany przez rząd Wielkiej Brytanii. Uniwersytet znany jest z polityki „otwartych drzwi”, która oznacza, że przy rekrutacji studentów nie bierze się pod uwagę kwalifikacji ani wcześniejszego wykształcenia. Zdecydowana większość studentów mieszka w Wielkiej Brytanii, jednakże studia na Open University dostępne są dla mieszkających niemal w każdym zakątku świata.
Chociaż siedziba główna Uniwersytetu znajduje się Walton Hall w Milton Keynes w hrabstwie Buckinghamshire, instytucja ta posiada filie w każdym z trzynastu regionów Wielkiej Brytanii. Co więcej, uczelnia posiada oddziały w niemal wszystkich krajach europejskich. W Polsce, w chwili obecnej, interesy studentów reprezentuje tzw. osoba kontaktowa (ang. Point of Contact for Poland).
The Open University w 2016 r. uplasował się w rankingu Times Higher Education World University Rankings wśród 500 najlepszych uniwersytetów na świecie.
W innym sondażu The Times, przeprowadzonym w 2015 r., The Open University zajęło 13 miejsce w Wielkiej Brytanii w rankingu najlepiej postrzeganych uniwersytetów przez pracodawców.

## Historia
The Open University został założony przez laburzystowski rząd Harolda Wilsona. Plany powstały w 1965 r. pod nadzorem minister edukacji państwowej Jennie Lee, która doprowadziła doradczy komitet składający się z uniwersyteckich wicekanclerzy do edukacji przez radio (nadawanie przez radio wykładów).
Pomocnik dyrektora inżynierii BBC James Redmond zdobył większą część swoich kwalifikacji w szkole wieczorowej, dlatego jego naturalny entuzjazm dla projektu dokonał wiele dla pokonania technicznych trudności w użyciu telewizji i audycji radiowej do nadawania wykładów edukacyjnych.
Pierwszym wicekanclerzem OU został Walter Perry w styczniu 1969. Wybór nowego konserwatywnego rządu Edwarda Heath w 1970 doprowadził do redukcji budżetu przez kanclerza skarbu państwa Iaina Macleoda (który wcześniej nazwał ideę Open University „radosnym bezsensem”).

## Metodologia nauczania
OU wykorzystuje różnorodne środki nauczania: książki, materiały audio, internet, płyty CD i programy telewizyjne na DVD, jednakże nauczanie nie odbywa się wyłącznie na odległość. Niektóre moduły wymagają obowiązkowego uczestnictwa w zajęciach praktycznych.

## Metody ocen studentów
Każdy moduł (przedmiot) składa się z dwóch komponentów oceny. Pierwszy oparty jest na regularnym przedkładaniu prac zaliczeniowych zwanych TMA (ang. Tutor Marked Assigment) w formie eseju, raportu, case study, ocenianych przez nauczyciela prowadzącego zajęcia z przedmiotu. Na drugą część oceny składa się trzygodzinny egzamin, przeprowadzany zwykle pisemnie w jednym z centrów egzaminacyjnych Uniwersytetu.
Wyniki z modułów przedstawiane są zwykle w formie ocen (z kilkoma wyjątkami), gdzie stopień 1 przedstawia wynik celujący – 85%, 2 od 70–84%, 3 od 55-69, 4 od 40–54%, podczas wynik poniżej 40% jest oceną niedostateczną dla zaliczenia modułu.

## Kwalifikacje
Undergraduate
The Open University oferuje certyfikaty, dyplomy i stopnie licencjatu, w zależności od ilości materiału i jego poziomu (1, 2 lub 3), które odpowiadają poziomowi pierwszego, drugiego lub trzeciego roku studiów. Kwalifikacje The Open University wyrażane są w punktach CATS (ang. Credit Accumulation and Transfer Scheme).
Postgraduate
The Open University oferuje również stopnie magisterskie, lecz student musi mieć ukończone studia licencjackie. Uniwersytet również oferuje studia doktoranckie, które mogą być odbywane na miejscu lub na odległość.
Certificate
OU nadaje certyfikat osobom, które ukończyły 60 punktów (CATS) na poziomie 1, 2 lub 3.
Diploma
Nadawany jest zwykle po ukończeniu 120 punktów na poziomach drugim lub trzecim.
First degree
Oprócz stopni licencjata nadawanych na klasycznych kierunkach, The Open University znany jest z programu pozwalającego studiować przedmioty z różnych dziedzin edukacji wyższej, które uprawniają do uzyskania tytułu licencjata interdyscyplinarnego (ang. Open degree).